# Óptica Correctiva de Sustitución Axial del Telescopio Espacial
La Óptica Correctiva de Sustitución Axial del Telescopio Espacial (denominación original en inglés: Corrective Optics Space Telescope Axial Replacement; abreviado con la sigla COSTAR) es el instrumento que se diseñó con el objeto de corregir la aberración esférica del Telescopio espacial Hubble para la luz enfocada en los instrumentos FOC, FOS y GHRS. Construido por Ball Aerospace Corp., reemplazó al Fotómetro de Alta Velocidad (HSP) durante la primera Misión de Servicio en el Hubble en 1993.
Las operaciones de reparación del telescopio generaron espectaculares imágenes de los astronautas trabajando en el espacio sobre el Hubble (situado en órbita a 593 km de altitud), que suscitaron el interés de los medios de comunicación de todo el mundo. Numerosos titulares de prensa, para explicar de forma sencilla en qué consistía la reparación, parafrasearon a los técnicos de la NASA y hablaron de ponerle gafas al Hubble. La reparación, que duró seis horas y cuarenta y siete minutos, fue efectuada en diciembre de 1993 por los astronautas Story Musgrave y Jeffrey Hoffman, que habían llegado hasta el telescopio espacial a bordo del transbordador Endeavour.
El juego de dos espejos correctores, cada uno con el diámetro de una moneda, pudo ser instalado con relativa sencillez porque el Hubble había sido diseñado modularmente, pensando en facilitar al máximo eventuales operaciones tanto de mantenimiento como de actualización del instrumental del telescopio.
Instrumentos posteriores, instalados igualmente tras la puesta en órbita del Hubble, se diseñaron con su propia óptica correctiva. El dispositivo COSTAR se retiró del telescopio en 2009 durante la quinta misión de servicio, siendo reemplazado por el Espectrógrafo de Orígenes Cósmicos. Desde entonces, el COSTAR se exhibe en el Museo Nacional del Aire y el Espacio de Estados Unidos del Smithsonian.

## Origen del problema

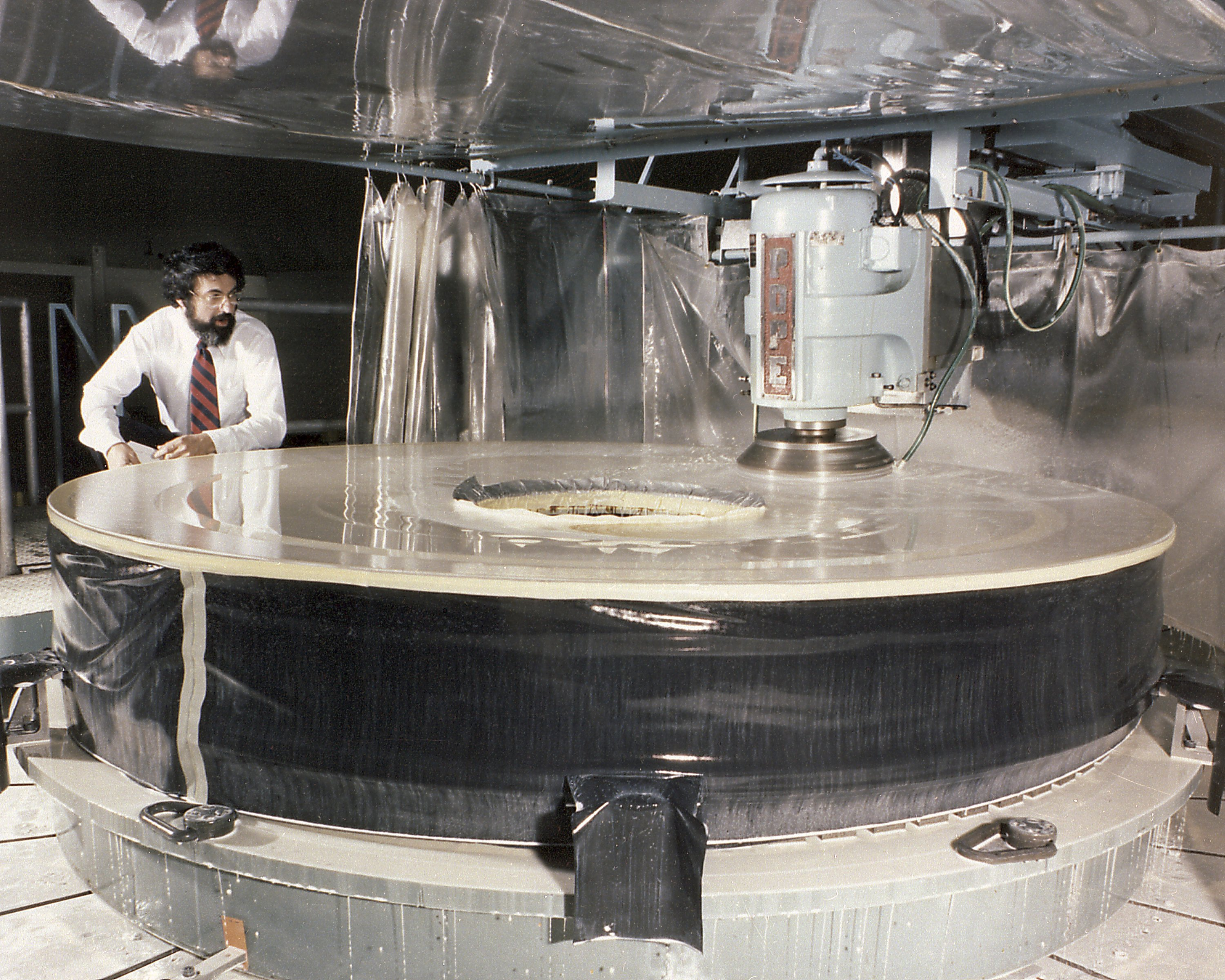
Pulido del espejo primario del Hubble (Perkin-Elmer, 1979).

La unidad de Sistemas Ópticos de Perkin-Elmer en Danbury fue la encargada en 1979 de construir el espejo primario del Hubble, que se completó en 1981. Debido a un corrector mal calibrado, el espejo primario de 2,4 m de diámetro se pulió defectuosamente, mostrando una aberración esférica significativa. Este hecho, descubierto por la NASA cuando el telescopio ya estaba en órbita, culminó con un acuerdo extrajudicial, que contemplaba el pago a la NASA de 15 millones de dólares por parte de Perkin-Elmer y de otros 10 por parte de Hughes Aircraft, que había adquirido la unidad de Sistemas Ópticos de Danbury un mes después del lanzamiento del telescopio.
La óptica se instaló en el telescopio durante la primera misión de servicio y reparación del Hubble. La solución al problema mediante Óptica Correctiva se aplicó con éxito, actuando únicamente sobre el espejo secundario y sobre la instrumentación existente; quedando sin corregir físicamente la aberración del espejo primario.

## Galería de imágenes
|  |  |  |